# Salavat Julajev
Salavat Julajev, baškirsky Салауат Юлай-улы, rusky Салават Юлаев (16. červen 1754, Těkejevo – 26. září 1800, Paldiski) byl baškirský revolucionář, účastník povstání Jemeljana Pugačova roku 1773. V Baškirsku je dnes národním hrdinou.

## Život
Jeho otec Julaj Aznalin byl účastníkem protiruského baškirského povstání v letech 1735-1740, jímž Baškirové vzdorovali zasahování carské vlády do vnitřních záležitostí a christianizaci (Baškirové jsou dodnes muslimové). Na toto povstání ze stejných pohnutek navázalo roku 1773 povstání Jemeljana Pugačova.
Devatenáctiletý Salavat Julajev i jeho otec museli toho roku narukovat do jednotek, které měly Pugačovovo povstání potlačit, ale během bojů u Orenburgu přeběhli oba i se svými vojáky na stranu povstalců. Pugačov si mladíka Julajeva oblíbil a propůjčil mu hodnost plukovníka. Na konci roku 1773 v severovýchodním Baškirstánu naverboval bojový oddíl o síle 10 000 mužů na koních. Velel poté ve dvaceti střetech s ruskými vojsky, uspěl především u Krasnoufimsku, kde vypálil tamní pevnost, a u Kunguru. Z Pugačovových plukovníků byl nejúspěšnější.
V létě 1774 své jednotky přesunul na hlavní frontu a bojoval pod přímým velením Pugačova. Ten brzy ocenil jeho zásluhy povýšením na brigadýra. Julajev pokračoval v boji i poté, co byl Pugačov generálem Ivanem Michelsonem zajat. Sám byl zajat 24. listopadu 1774, ve vesnici Medjaš.
Byl deportován do Moskvy, zde vyslýchán a mučen. Nakonec mu byl udělen trest zbičování, stejně jako otci. Následně žili oba ve vyhnanství v baltské pevnosti Rogervik (dnes estonské Paldiski). Zpočátku byli uvězněni, později jim byly povoleny vycházky. Salavat Julajev v zajetí žil více než čtvrt století a také v něm zemřel 26. září 1800.
V Ufě se od roku 1957 po Julajevovi jmenuje hokejový klub: Salavat Julajev Ufa.
Skladatel Zagir Ismagilov a libretista Bajazit Bikbaj napsali operu Salavat Julajev, která měla premiéru v Ufě roku 1955 a je první operou v baškirském jazyce.